# Superkupa Shqiptar 1991
La Superkupa Shqiptar 1991 è stata la terza edizione della supercoppa albanese.
La partita fu disputata dal Flamurtari, vincitore del campionato, e dal Partizani Tirana, vincitore della coppa.
Anche questa edizione si giocò allo Qemal Stafa Stadium di Tirana e vinse il Flamurtari 1-0.
Per la squadra di Valona è il secondo titolo consecutivo.

## Tabellino
| Arbitro: | Besnik Kaimi |

|             |           |  |
| Daullja 65’ | Marcatori |  |

### Formazioni
| FLAMURTARI    |  |                   |     |
|               |  |                   |     |
|               |  | Refat Naço        |     |
|               |  | Gjergji Dema      |     |
|               |  | Elidon Lameborshi |     |
|               |  | Viron Daullja     |     |
|               |  | Bashkim Shaqiri   |     |
|               |  | Edmond Lutaj      | 60’ |
|               |  | Eqerem Memushi    |     |
|               |  | Viktor Daullja    |     |
|               |  | Erion Mëhilli     | 87’ |
|               |  | Ilir Meta         |     |
|               |  | Latif Gjondeda    |     |
| Sostituzioni: |  |                   |     |
|               |  | Anesti Vito       | 60’ |
|               |  | Ardian Ciruna     | 87’ |
| Allenatore:   |  |                   |     |
| Edmond Liçaj  |  |                   |     |

| PARTIZANI TIRANA |  |                |     |
|                  |  |                |     |
|                  |  | Erjon Kasmi    |     |
|                  |  | Shahin Berberi |     |
|                  |  | Afrim Myftari  |     |
|                  |  | Andon Nikolla  |     |
|                  |  | Denis Ndoci    |     |
|                  |  | Adnan Oçelli   |     |
|                  |  | Alfons Muca    |     |
|                  |  | Besnik Prenga  |     |
|                  |  | Edmond Dosti   |     |
|                  |  | Gerti Haxhiu   | 61’ |
|                  |  | Amarildo Zela  | 70’ |
| Sostituzioni:    |  |                |     |
|                  |  | Sokol Meta     | 61’ |
|                  |  | Ilir Shulku    | 70’ |
| Allenatore:      |  |                |     |
| Sulejman Starova |  |                |     |